# ماركوس أنتونسون
ماركوس أنتونسون (بالسويدية: Marcus Antonsson)‏ هو لاعب كرة قدم سويدي في مركز الهجوم، ولد في 8 مايو 1991 في السويد. لعب مع نادي كالمار ونادي هالمستاد ونادي العدالة السعودي.

## وصلات خارجية
- ماركوس أنتونسون على موقع اتحاد السويد (السويدية)
- ماركوس أنتونسون على موقع قاعدة بيانات كرة القدم.إي يو (الإنجليزية)
- ماركوس أنتونسون على موقع Soccerway.com (الإنجليزية)
- ماركوس أنتونسون على موقع عالم كرة القدم.نت (الإنجليزية)